# 출자전환
출자전환(出資轉換)은 기업 부채를 주식으로 전환하는 것을 말한다. 일반적으로 금융기관이 기업에 대출하거나 보증을 선 돈을 회수하지 않고 기업의 주식과 맞바꾸는 것이다. 대출금을 주식으로 전환하면 은행은 채권자에서 주주로 위상이 바뀌는데 은행측에선 부실채권이 발생하는 것을 막고 기업을 정상화한 뒤 다른 곳에 매각할 수 있고 기업측에선 부채 축소로 경영 정상화를 도모할 수 있다는 장점이 있다. 하지만 기업은 부채규모만큼의 주식을 넘겨주어야 하므로 경영권을 위협받을 수 있고, 부실이 심한 기업의 경우 은행이 해당기업의 경영권을 확보한다고 해도 기업 정상화에 실패하여 은행까지 덩달아 부실해질 위험도 높다.